# Henry Béraud

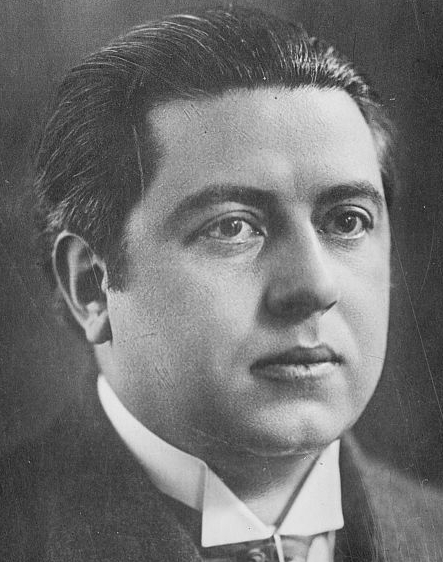
Henri Béraud

Henry Béraud es un escritor y periodista francés nacido en Lyon en 1885 y fallecido en Saint-Clément-des-Baleines, en la isla de Ré en 1958. Ganó el premio Goncourt en 1922 por dos novelas, Le vitriol de la lune y Le martyre de l'obèse (esta última traducida como El martirio del obeso, publicada en 1960 por Plaza y Janés en Los premios Goncourt de novela V, y por Tropo Editores en 2013).

## Biografía
Henri Béraud era hijo de un panadero. En 1903, empezó su trabajo como periodista. En febrero de 1917, se unió al semanario satírico Le Canard enchaîné, recomendado por Paul Vaillant-Couturier y Roland Dorgeles. Escribió también para Le Crapouillot, la revista creada por Jean Galtier-Boissiere. En 1918 publicó una serie de relatos, una historia corta (L'angoisse du mercanti ou le compte du tonneau), un estudio sobre el humor de los habitantes de Lyon y artículos especialmente polémicos, con el seudónimo de Tristan Audebert. Fue reportero internacional en el Petit Parisien y en el Paris-Soir, entre 1934 y 1944. Fue amigo de Albert Londres, considerado inventor del periodismo de investigación.
Con el tiempo, se convirtió en autor de novelas y reportajes de gran éxito, y ganó el premio Goncourt en 1922. Era violentamente anglofóbico y bastante antisemita, lo que le hizo apoyar el régimen de Vichy durante la Segunda Guerra Mundial. Escribió entonces para el semanario fascista Gringoire, mostrando su odio hacia los ingleses, criticando a la Francia Libre y censurando a los nazis.
Por su colaboración con el gobierno de Vichy fue condenado a muerte en 1945, pero varios escritores, incluido François Mauriac, intervinieron en su favor. La sentencia fue conmutada por Charles de Gaulle y en 1950 fue liberado por razones de salud. Murió ocho años más tarde.

## Obra
- Primer periodo lionés:
  - Poèmes Ambulants (1903)
  - Les Jardins évanouis (poemas - 1904)
  - L'héritage des symbolistes (crítica de arte - 1906)
  - François Vernay, retrato lionés (1909)
  - Marrons de Lyon (relatos en colaboración con Charles Fénéstrier - 1912)
  - Les morts lyriques (relatos 1912)
  - Voyage autour du Cheval de Bronze (relatos)
  - L'École moderne de peinture lyonnaise'' (1912)
  - Glabres (poemas 1915)
- ''Le Vitriol de Lune'' (1921, premio Goncourt 1922) Edición en Castellano Editorial Núñez-Samper 1923 con traducción de J. de Saseta
- ''Le Martyre de l'obèse'' (novela), (premio Goncourt 1922).  Edición en castellano: El martirio del obeso, Tropo Editores, 2013, con traducción de Verónica Fernández Camarero.
- Lazare, Albin Michel, 1924
- L'affaire Landru (con Emmanuel Bourcier y André Salmon), París, Albin Michel, 1924
- Retours à pied ( críticsa teatral)
- La croisade des longues figures (polémica literaria)
- Ce que j'ai vu à Moscou, Reportage repris par Les Éditions de France 1925

- Au capucin Gourmand  (Albin Michel roman)
- Le Bois du templier pendu, Les Éditions de France, 1926
- Ce que j'ai vu à Berlin, Les Éditions de France, 1926
- Rendez- vous Européeens , Les Éditions de France, 1928
- La Gerbe d'or, Les Éditions de France, 1928
- Ce que j'ai vu à Rome, Les Éditions de France 1929
- Le 14 juillet, Librairie Hachette 1929
- Emeutes en Espagne, Les éditions de France, 1931
- Les Lurons de Sabolas (1932)
- Ciel de suie (1933)
- Dictateurs d'aujourd'hui (1933)
- Pavés rouges, Les éditions de France, 1934
- Vienne clef du monde, Les Éditions de France, 1934
- Faut-il réduire l'Angleterre en esclavage ? (1935)
- Qu’as-tu fait de ta jeunesse ? (1941)
- Le nœud au mouchoir, Les éditions de France, 1944
- Les raisons d'un silence, Inter-France, 1944
- Les derniers beaux jours, Plon, 1953
- Portraits de contemporains. Quarante têtes de Bib culottées, Merle Blanc, 2000
- Retour sentimental vers Alphonse Daudet, 2001
- Écrits dans Gringoire (1928-1937), 2004
- Écrits dans Gringoire (1937-1940), 2004
- Écrits dans Gringoire (1940-1943), 2006
- Le merle blanc, écrits 1919 - 1922, éditions du Lérot, 2008
- Le Canard Enchaîné, écrits 1916 - 1919, éditions du Lérot, 2009
- Au Capucin Gourmand
- Le Flâneur salarié, prefacio de Pierre Assouline, postface de Pierre Mac Orlan, éd. Bartillat, 252 p. Conjunto de 19 reportajes efectuados entre 1919 et 1925.